# Ouizrane
 (juillet 2013).
Si vous disposez d'ouvrages ou d'articles de référence ou si vous connaissez des sites web de qualité traitant du thème abordé ici, merci de compléter l'article en donnant les références utiles à sa vérifiabilité et en les liant à la section « Notes et références ».
Ouizrane ou Wizran est un village de Kabylie situé dans la commune d'Ait R'Zine,dans la wilaya de Béjaïa. Le village est distant de quatre-vingt-quinze kilomètres de son chef-lieu de wilaya, Béjaïa.
En 2012, la population du village était de 1 200 habitants.

## Géographie

### Situation
|         |                       | Ait R'Zine |
| Tamokra | Aït R'zine(Guendouze) | Ighil Ali  |
|         | Kalâa des Beni Abbès  |            |

## Politique
Le village dispose d'un comité de citoyens, aussi appelé « Tajmaat », qui gère et administre le village. 

## Toponymie
Le nom du village Ouizrane veut dire en berbère : « qui avait eu connaissance ? » ou « qui avait vu ? », de izra qui signifie « voir » ou « savoir » en berbère, c'est un nom et en même temps une question pour les générations pour chercher la légende.

## Histoire
Nombreuses sont les légendes héritées de génération en génération. Thadarth N’Ouizrane aurait été fondé selon ces légendes par un certain Ouaadnan dont des lieux portent le nom : Timakbarth Ouaadnan situé à l’est du village, l'actuel stade, Thakharouvth Ouaadnan un immense tronc de caroubier situé au milieu des maisons au centre du village : Thissoufa.
L’histoire de Ouizrane est marquée par ses hommes courageux et baroudeurs qui ont pu assurer la protection d’un vaste territoire géographique dans la région d’Athaabas, s'étendant du Belaagal du sud à Outouab et Chekbou à l’est jusqu’à Thoudar et Bouhamza à côté de l’oued Boussellam au Nord jusqu’à ouassif N’ Soummam de l’Ouest.
Dans la période où les villages kabyles étaient divisés entre deux groupes et la loi du plus fort était la règle du jeu, Ouizrane faisait partie de Arvaa Guada et Arvaa Oufella.
Deux noms avaient marqué cette période : Mohand Oumeznadh et Mokran Oussalah deux bandits d’honneurs qui se sont révoltés contre la misère et l’injustice imposées par le roumi au début du régime colonial aux alentours de 1850.
La révolte des Mokrani : en raison de la proximité avec Kalâa des Beni Abbès et sa constitution comme un poste avancé pour toute éventuelle attaque par l’Ouest, les hommes de Ouizrane ont été nombreux à prendre les armes à côté du cheikh El Mokrani et du cheikh El Haddad, le chef spirituel de la révolution en 1871.
Durant la guerre d'indépendance algérienne, Ouizrane a été désigné comme le PC zonal no 1. Les moudjahidins s'y rencontraient et l'utilisaient comme zone de repli et refuge,. Le village a été bombardé à plusieurs reprises.